# 747 Winchester
A 747 Winchester (ideiglenes jelöléssel 1913 QZ) a Naprendszer kisbolygóövében található aszteroida. Joel Hastings Metcalf fedezte fel 1913. március 7-én.